# قائمة حلقات بن 10
بن 10 (بالإنجليزية: Ben 10) هو من مسلسلات رسوم متحركة أمريكية، والذي لاقى نجاحا تجاريا في الإعلام الأمريكي، والذي أنشأه "Man of Action " (وهي مجموعه تتألف من رولو دنكان كيسي جو، جو كيلي، وستيفن تي سيجل)، والتي تنتجها أستوديوهات كرتون نتورك، تدور القصة عن صبي يكتشف جهازا شبيها بالساعة يلتصق بمعصمه يتيح له التحول إلى عشرة مخلوقات فضائية
هذه قائمة حلقات بن 10 (مسلسل تلفزيوني) على كرتون نتورك بالعربية.

## نظرة على السلسلة
| الموسم | الموسم | الحلقات | تاريخ البث العربي | تاريخ البث العربي |
| الموسم | الموسم | الحلقات | بداية السلسلة     | نهاية السلسلة     |
| ------ | ------ | ------- | ----------------- | ----------------- |
|        | 1:     | 13      | 27 ديسمبر 2005    | 25 مارس 2006      |
|        | 2:     | 13      | 29 مايو 2006      | 9 أكتوبر 2006     |
|        | 3:     | 13      | 25 نوفمبر 2006    | 21 أبريل 2007     |
|        | 4:     | 13      | 14 يوليو 2007     | 15 أبريل 2008     |

### الموسم الأول
| الرقم في السلسلة | الرقم في الموسم | العنوان                  | تاريخ البث العربي |
| ---------------- | --------------- | ------------------------ | ----------------- |
| 01               | 01              | «و من ثم كان هناك بن 10» | 27 ديسمبر 2005    |
| 02               | 02              | «واشنطن»                 | 27 ديسمبر 2005    |
| 03               | 03              | «الكراكين»               | 14 يناير 2006     |
| 04               | 04              | «التقاعد الدائم»         | 21 يناير 2006     |
| 05               | 05              | «الاصتياد»               | 28 يناير 2006     |
| 06               | 06              | «فخ السياحة»             | 04 فبراير 2006    |
| 07               | 07              | «كيفن 11»                | 11 فبراير 2006    |
| 08               | 08              | «التحالف»                | 18 فبراير 2006    |
| 09               | 09              | «الضحكة الاخيرة»         | 25 فبراير 2006    |
| 10               | 10              | «الفتاة المحظوظة»        | 04 مارس 2006      |
| 11               | 11              | «مشكلة صغيرة»            | 11 مارس 2006      |
| 12               | 12              | «الاثار الجانبية»        | 18 مارس 2006      |
| 13               | 13              | «الاسرار»                | 25 مارس 2006      |

### الموسم الثاني
| الرقم في السلسلة | الرقم في الموسم | العنوان                   | تاريخ البث العربي |
| ---------------- | --------------- | ------------------------- | ----------------- |
| 14               | 01              | «الحقيقة»                 | 29 مايو 2006      |
| 15               | 02              | «القراد الكبير»           | 30 مايو 2006      |
| 16               | 03              | «الاطار»                  | 31 مايو 2006      |
| 17               | 04              | «غوين 10»                 | 01 يونيو 2006     |
| 18               | 05              | «ضغينة المباراة»          | 07 يونيو 2006     |
| 19               | 06              | «منقذون المجرة»           | 16 يونيو 2006     |
| 20               | 07              | «مخيم الخوف»              | 21 يونيو 2006     |
| 21               | 08              | «السلاح النهائي»          | 06 يوليو 2006     |
| 22               | 09              | «الحظ القاسي»             | 12 يوليو 2006     |
| 23               | 10              | «انها كامنة بالاسفل»      | 18 يوليو 2006     |
| 24               | 11              | «تحرر كوستفريك»           | 25 يوليو 2006     |
| 25               | 12              | «دكتور انيمو وراء المسوخ» | 25 اغسطس 2006     |
| 26               | 13              | «عاد مع الانتقام»         | 25 أكتوبر 2006    |

### الموسم الثالث
| الرقم في السلسلة | الرقم في الموسم | العنوان                 | تاريخ البث العربي |
| ---------------- | --------------- | ----------------------- | ----------------- |
| 28               | 01              | «بن 10000»              | 25 نوفمبر 2006    |
| 27               | 02              | «الجنون في منتصف الليل» | 02 ديسمبر 2006    |
| 29               | 03              | «تغيير الوجه»           | 09 ديسمبر 2006    |
| 30               | 04              | «عيد ميلاد مجيد»        | 11 ديسمبر 2006    |
| 31               | 05              | «بن الذئب»              | 15 ديسمبر 2006    |
| 32               | 06              | «اللعبة انتهت»          | 24 فبراير 2007    |
| 33               | 07              | «الفضائيون الخارقون»    | 03 مارس 2007      |
| 34               | 08              | «تحت الكتمان»           | 10 مارس 2007      |
| 35               | 09              | «لسوء الحظ»             | 17 مارس 2007      |
| 36               | 10              | «وحوش الطقس»            | 24 مارس 2007      |
| 37               | 11              | «العودة»                | 07 ابريل 2007     |
| 38               | 12              | «تخافوا من الظلام»      | 14 ابريل 2007     |
| 39               | 13              | «الزوار»                | 21 ابريل 2007     |

### الموسم الرابع
| الرقم في السلسلة | الرقم في الموسم | العنوان                                  | تاريخ البث العربي |
| ---------------- | --------------- | ---------------------------------------- | ----------------- |
| 40               | 01              | «يوم مثالي»                              | 14 يوليو 2007     |
| 41               | 02              | «تنقسم تقف»                              | 19 يوليو 2007     |
| 42               | 03              | «لا تشرب الماء»                          | 26 يوليو 2007     |
| 43               | 04              | «كثير من الدهون في الزفاف»               | 02 اغسطس 2007     |
| 44               | 05              | «بن 4 رفيق جيد»                          | 22 سبتمبر 2007    |
| 45               | 06              | «على استعداد للرعد»                      | 29 سبتمبر 2007    |
| 46               | 07              | «كين 10»                                 | 06 أكتوبر 2007    |
| 47               | 08              | «بن 10 في مواجهة السلبي 10 الجزء الاول»  | 15 ابريل 2008     |
| 48               | 09              | «بن 10 في مواجهة السلبي 10 الجزء الثاني» | 15 ابريل 2008     |
| 49               | 10              | «سر الامنيتريكس الجزء الاول»             | 10 اغسطس 2007     |
| 50               | 11              | «سر الاومنيتريكس الجزء الثاني»           | 10 اغسطس 2007     |
| 51               | 12              | «سر الاومنيتريكس الجزء الثالث»           | 10 اغسطس 2007     |
| 52               | 13              | «وداعا و بئس المصير الجيد»               | 15 ابريل 2008     |